# 雷达杀虫剂
雷达（英語：Raid）是美國莊臣于1956年推出的杀虫剂品牌，該品牌產品含有高濃度的擬除蟲菊酯。雷达的英文廣告標語為“Raid Kills Bugs Dead”，是由博达大桥广告所設計。2019年，根據歐睿國際公司（Euromonitor）的數據顯示，雷達在美國防蟲產業的市占率高達49%。